# Devis Miorin
Devis Miorin (San Vito al Tagliamento, 24 maart 1976) is een Italiaans voormalig professioneel wielrenner die in het verleden uitkwam voor onder meer Liquigas en De Nardi.
Miorin werd in 1999 Italiaans kampioen bij de amateurs, waarop hij een prof contract kreeg aangeboden van Mobilvetta Design, waar hij twee seizoenen zou blijven. Twee jaar eerder had hij ook al het eindklassement van de Giro della Valle d'Aosta op zijn naam geschreven.
In 2001 reed Miorin de Ronde van Italië. Hij wist geen ereplaatsen te behalen en eindigde dan ook als 123e in het eindklassement. Tijdens zijn seizoen bij Liquigas, in 2005, reed Miorin de Ronde van Spanje. Hier eindigde hij als 109e.

## Overwinningen
1997
- Ronde van de Aostavallei

1999
- Italiaans kampioen op de weg, Amateurs
- Giro del Medio Brenta
- Giro del Piave

2002
- 1e etappe Uniqa Classic

## Resultaten in voornaamste wedstrijden
| Jaar | Ronde van Italië | Ronde van Frankrijk | Ronde van Spanje |
| ---- | ---------------- | ------------------- | ---------------- |
| 2000 |                  |                     |                  |
| 2001 | 123e             |                     |                  |
| 2004 |                  |                     |                  |
| 2005 |                  |                     | 108e             |

| Jaar | Milaan-San Remo |
| ---- | --------------- |
| 2000 | 140e            |
| 2001 | 127e            |
| 2004 | 131e            |
| 2005 |                 |